# Przemęt
Przemęt è un comune rurale polacco del distretto di Wolsztyn, nel voivodato della Grande Polonia.
Ricopre una superficie di 225,31 km² e nel 2006 contava 13 599 abitanti.